# Cumdach

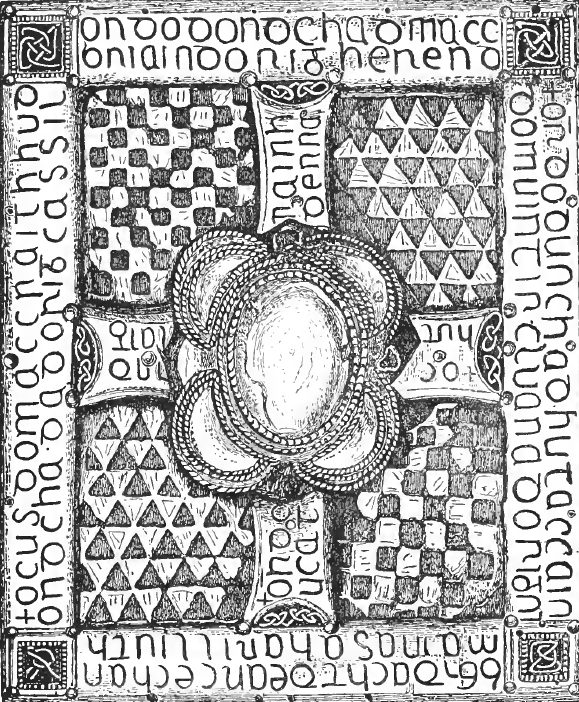
Cumdach des Stowe Missal

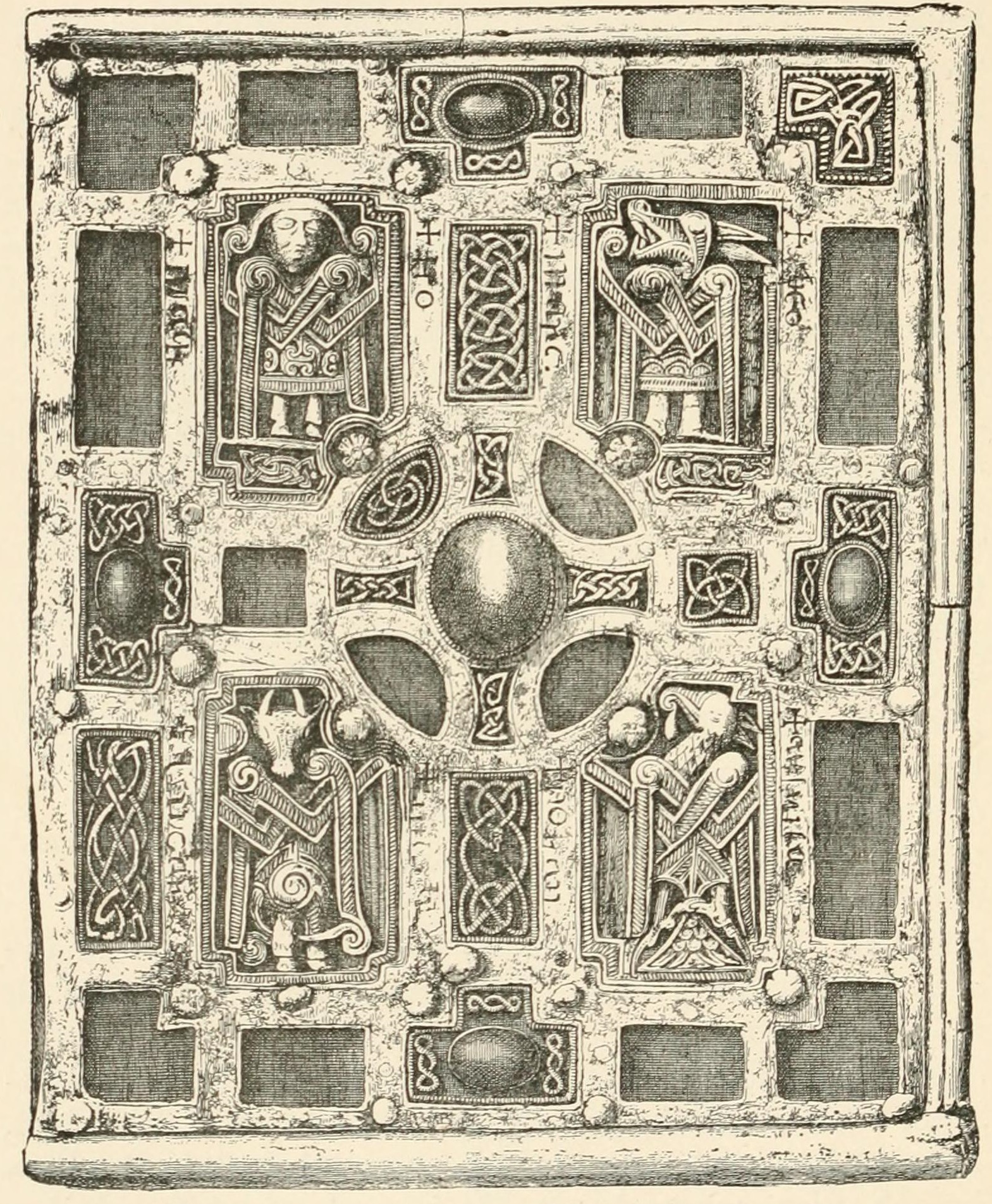
Cumdach der Molaise’s Gospels

Ein Cumdach [ˈkuṽdax] (altirisch, modernes Irisch: cumhdach, Schutz, Bedeckung, Schrein) ist ein rechteckiges Behältnis zur Aufbewahrung von kostbaren Büchern, das im Mittelalter in Irland benutzt wurde.
Cumdachs wurden aus Bronze, Holz oder Messing gefertigt und waren mit goldenen und/oder silbernen Ornamenten versehen. Insgesamt sind zehn Cumdachs bekannt, die ältesten drei sind nicht erhalten.
Die bekannten Cumdachs sind:
- Cumdach des Book of Durrow, zwischen 877 und 914
- Cumdach des Book of Armagh, 938
- Cumdach des Book of Kells, 1007
- Cumdach der Soiscél Molaisse, zwischen 800 und 1499 modifiziert
- Cumdach des Stowe Missal, 1023
- Cumdach des Cathach von St. Columba, 1084
- Cumdach des Book of Dimma, 1150
- Cumdach des Domnach Airgid,
- Cumdach des Caillen
- Cumdach des Cairnech’s Calendar, 1534